# Barnardillo mucidus
Barnardillo mucidus là một loài chân đều trong họ Armadillidae. Loài này được Budde-Lund miêu tả khoa học năm 1885.